# Antonio Oliver y Rubio
Antonio Oliver y Rubio (Málaga, 1844 - Madrid, 12 de enero de 1900) fue un militar y escritor español. 

## Biografía
Era hijo de Jaime Oliver y María Dolores Rubio, naturales ambos de Málaga. Ingresó en el ejército en 1859, siendo en 1868 capitán de estado mayor y, al ser destronada doña Isabel II, solicitó su licencia absoluta. Fue a París a ofrecer sus servicios a Don Carlos de Borbón, quien lo nombró en 1870 jefe de Estado Mayor del cuerpo de ejército que acaudillaba el general carlista Diaz de Rada. En 1872 fue herido en la batalla de Oroquieta, volviendo, poco después, a emigrar a Francia. A fines del mismo año fue nombrado jefe de Estado Mayor del ejército de Dorregaray, entrando de nuevo en operaciones en 1873, distinguiéndose en las acciones de Monreal, Yauci, Peñacerrada, Eraul, Irurzun, Montejurra, Somorrostro, San Pedro Abanto, Abárzuza y Monte San Juan, llegando a obtener el grado de general, la gran cruz roja del Mérito Militar y varias otras recompensas.
Cuando Dorregaray se encargó de mandar a las tropas carlistas que operaban en el Centro, le acompañó Oliver y Rubio, a quien se debió la organización de las fuerzas, de los servicios de comunicaciones, gobiernos militares, comandancias de armas, administración y sanidad militar. Se distinguió valerosamente en las acciones de Cervera del Maestre, Lucena y Monlleó. El 10 de julio de 1875 marchó al norte, comisionado por Dorregaray para conferenciar con Don Carlos, quien le nombró general de división, y cuando más tarde se trató de depurar responsabilidades por la pérdida de la causa carlista en Aragón, Valencia y el Maestrazgo, Oliver y Rubio fue sumariado por los suyos, que no le juzgaron culpable sino de haber criticado ciertas órdenes de sus superiores, y le impusieron un mes de arresto.
Acabada la guerra, emigró a Francia, y en 1876 publicó en Bayona la obra titulada Dorregaray y la traición del Centro, apuntes para la historia de la última guerra civil. En ella no se contentaba con vindicar la conducta de este general y la suya, sino que sus correligionarios dijeron que se excedía en sus afirmaciones y en los juicios que emitía sobre elevadas personalidades del carlismo. Retirado de la vida activa en Madrid, falleció lleno de la consideración y aprecio general en 1900.

## Obras
- Dorregaray y la traición del Centro, apuntes para la historia de la última guerra civil (Bayona, 1876)